# 劇場版 銀魂 完結篇 万事屋よ永遠なれ
『劇場版 銀魂 完結篇 万事屋よ永遠なれ』（げきじょうばん ぎんたま かんけつへん よろずやよえいえんなれ）は、空知英秋による少年漫画『銀魂』を原作としたアニメーション映画。2013年7月6日より全国公開。週刊少年ジャンプ創刊45周年記念作品。

## 概要
2006年から3期に渡って断続的に放送されたテレビアニメ『銀魂』の劇場版第2作。「アニメシリーズ完結編」と位置付けられており、アニメ版の集大成ともいえる。本作品は原作者の空知英秋がストーリーとキャラクター原案を手がけた完全新作エピソードとなっており、主人公である坂田銀時の過去にまつわるストーリーが描かれる。主題歌は、テレビアニメでも2回主題歌を手がけたSPYAIRが担当した。
劇場前売券は第1弾が2013年3月23日、第2弾が同年6月1日から発売され、購入特典として各キービジュアルがプリントされた「特製クリアファイル」がプレゼントされた。また、入場者限定特典として「コミックス 零（ゼロ）巻風メモ帳」と、3枚重ねると1つの絵柄が完成する「三位一体フィルム」（週替りで全9種）が配布された。表紙は原作者の空知による描き下ろし。
キャッチコピーは「アニメ銀魂 ラストエピソード」、「その手で、未来を─」。
全国127スクリーンという規模で2013年7月6日-7日初日2日間で動員22万1469人　興収2億8,185万9900円を記録し、映画観客動員ランキング（興行通信社調べ）で初登場第4位となった。またぴあ初日満足度ランキングでは第2位となった。
公開から1か月後には観客動員数が100万人を突破し、それを記念して原作者の空知英秋のメッセージ付きのポストカードが配布された。
なお、本作品公開後の約1年半後にあたる2014年12月、2015年4月からテレビ新シリーズの放送が発表され、厳密には「完結」作では無くなったため、テレビアニメ新シリーズ初回（第266話）の冒頭はこれをネタにした謝罪会見から始まった。
2023年7月6日、21時より本作の放映10周年を記念し公式YouTubeチャンネルでプレミア限定公開された。

## ストーリー
ある日、映画館の見回りのバイトをしていた銀時は、突如現れたタイムマシン「時間泥棒」によって5年後の未来へ飛ばされてしまう。そこで銀時が目にしたのは、自身の墓、そして見るも無残に荒廃した江戸の町であった。
銀時は、自身を未来へ連れてきた理由を問うため、時間泥棒の製作者である平賀源外を捜索するが、その過程で5年後の未来に「白詛」（びゃくそ）と呼ばれる死病が蔓延していることや、攘夷戦争時代に自身が倒した敵である魘魅（えんみ）がその死病に関わっていることを知る。
そして、潜伏する魘魅を探し当て、倒した銀時は、それが5年後の自分であるという驚愕の事実に直面する。魘魅の正体はナノマシンであり、攘夷戦争時代に既に銀時に寄生していたこと、いずれ銀時自身が白詛の発生源となり世界を荒廃させてしまうことを5年後の自分から伝えられた銀時は、禍根を絶つために時間泥棒を使って過去へタイムスリップし、魘魅に寄生された直後の自分を葬ることを決意する。しかしその行為は、銀時や万事屋の存在が未来から消え去ることを意味していた。
銀時は戦場にいた過去の自分を一突きし、全てが終わったかに見えたが、そこにいたのはなぜか自分に変装した長谷川であった。銀時だけが消えるのを良しとしない仲間たちもまた、過去へ駆けつけていたのである。戦争に参加するはずだった過去の銀時たち攘夷志士は長谷川の手で酔い潰されており、守ろうとした歴史が大きく改変されたことを嘆く銀時であったが、仲間たちの意思を汲んで魘魅との決着を付け、過去の銀時への寄生を防ぐ。
歴史が改変されたことで、今までの銀時たちは存在しないことになり消滅するが、改変された歴史でも再会することを誓い合うのであった。

## 登場人物

### 万事屋
坂田銀時
声 - 杉田智和
本作品の主人公。時間泥棒の力によって5年後の世界にタイムスリップし、荒廃した江戸を目の当たりにする。当初は自分が未来に連れてこられた理由も分からず困惑していたが、時間泥棒の製作者である5年後の平賀源外と接触する過程で、江戸の荒廃の裏にかつて自分が倒したはずの魘魅が絡んでいることを知り、決着を付けるために奔走する。
本来は未来にいてはならない存在であるため、時間泥棒の手で額に付けられた装置により外見や声が変えられている。これにより周囲からは銀時と認識されず、その男性器のような外見から「珍宝（珍さん）」と名乗っている。
5年後の銀時
銀時を5年後の未来に呼び出した張本人。魘魅に体を乗っ取られて失踪しており、世間的には死んだこととされている。かろうじて自分の意思で動ける間に源外にタイムマシンの作成を依頼し、現れた5年前の銀時に、自分たちの体に魘魅が寄生している事実を伝える。
志村新八
声 - 阪口大助
銀時の死後、万事屋の方針を巡って神楽とは袂を分かっており、単独で「万事屋新八っさん」として江戸の治安を守るために活動している。原作よりも背丈が伸びており、大人びた風貌になっている。銀時の愛用していた木刀を所持しており、チンピラ数人を一閃で撃退するほどに剣の腕を上げている。お妙が白詛に侵されていることもあり、やや冷めた性格になっている。
神楽
声 - 釘宮理恵
新八とは万事屋の方針を巡って袂を分かっており、現在は定春と共に「万事屋グラさん」として江戸で活動している。新八同様背が伸びて大人びたスタイルとなっている他、口調も標準語になり性格も若干冷めている。自分の背丈ほどある巨大な傘を使用するなど戦闘能力も格段に向上している。
定春
声 - 高橋美佳子
原作よりも若干サイズが大きくなっていることを除けばあまり変化は見られない。しかし、特殊な装置で周囲からは別人と認識されている過去の銀時に懐く面も見られた。

### 真選組
近藤勲
声 - 千葉進歩
お妙へのストーカー行為のためにカーネル・サンダース人形に扮した際、酔った源外と桂に改造される。その際に持たされた重火器にキセルの火が引火して商店街を破壊してしまい、逮捕された。銀時の前で源外、桂と共に処刑されそうになるが、土方、エリザベスらに救出され、その後は銀時に協力して魘魅の捜索に当たる。
土方十四郎
声 - 中井和哉
心酔していた近藤が逮捕されたことにより幕府を見限り、過激攘夷党「誠組」（まことぐみ）を結成している。エリザベスと手を組み、近藤、桂を救出する。
沖田総悟
声 - 鈴村健一
土方と同様、近藤を逮捕されたため現在では幕府に仇名す「人斬り・沖田総悟」として単独で活動している。逆刃刀を所持し、髪も長髪となっている。
山崎退
声 - 太田哲治
土方と共に攘夷志士となっている。容姿は原作とあまり変わっていない。

### 攘夷志士

#### 桂一派
桂小太郎
声 - 石田彰
銀時の死後、過激攘夷派となり、「世界をぶっ壊す」など高杉と似たような発言をしており、容姿も高杉を模してキセルを咥え、左目を包帯で隠している。
カーネル・サンダース人形（に扮した近藤）を高杉風に改造しようとしたところを逮捕され、処刑されそうになるが、土方、エリザベスらに救出される。その後は銀時に白詛と魘魅の関係を伝え、魘魅の捜索に協力する。
エリザベス
声 - 神谷明
桂逮捕後は桂一派をまとめ上げ、土方率いる「誠組」と手を組んで近藤、桂を救出する。
筋骨隆々な肉体となっており、普通に言葉を話している。

#### 攘夷戦争時代の攘夷志士
高杉晋助、坂本辰馬
声 - 子安武人、三木眞一郎
共に終盤に登場。複数に分離した魘魅の核を破壊した。

### その他
志村妙
声 - 雪野五月
白詛に感染し、既に末期の状態となっている。
5年前の銀時（珍さん）を銀時と勘違いしたことが、万事屋再結成のきっかけになる。
柳生九兵衛
声 - 折笠富美子
原作よりも背が伸び、髪も短くしている。月詠、猿飛と共に病床のお妙を見舞った。その後は3人とも再結成された万事屋に協力し、魘魅の捜索を行う。
月詠
声 - 甲斐田裕子
九兵衛同様に髪を短くしている。
猿飛あやめ
声 - 小林ゆう
容姿に変化はないが、これは銀時が帰って来ても変わらず迎えるためであった。
お登勢
声 - くじら
5年前と変わらずスナックお登勢を営んでいる。容姿の変化はないが、若干白髪が出来ている。
源外から聞いていたのか、珍さんが5年前の銀時であることを知っている。
キャサリン
声 - 杉本ゆう
変わらずスナックお登勢で働いているが、顔には髭が生えている。
たま
声 - 南央美
全身をタンクのように改造している。後に修理された時間泥棒の中身となり、そちらは原作の容姿のままになっている。
長谷川泰三
声 - 立木文彦
序盤では映画館の客として登場。5年後の世界では手の震えが止まらず、髪も白髪混じりになるなど他のキャラよりも老け込んでいる。アルコール依存症気味である。
東城歩
声 - 遊佐浩二
中盤に登場。本作品でも九兵衛の付き人となっている。
平賀源外
声 - 島田敏
原作・アニメで行った将軍暗殺未遂により指名手配されていたが、銀時の死後は酒びたりの毎日を送るようになり、カーネル・サンダース人形（に扮した近藤）を大量殺戮兵器に改造しようとしたところを逮捕された。未来にやってきた銀時の前で処刑されそうになるが、それはダミーロボットであり、本人は破壊された時間泥棒を回収・修理するなど裏で動いていた。
武蔵っぽい人
声 - 坂口候一
序盤に映画館の客として登場。

### オリジナルキャラクター
時間泥棒
声 - 山寺宏一
映画の上映前に流れる映画泥棒にそっくりの外見をしたロボット。銀時らが訪れた映画館に現れた盗撮犯と思われたが、正体は銀時を5年後の世界に送り込むために、5年後の銀時が平賀源外に依頼して作成させたタイムマシンである。
未来で銀時とチンピラに破壊された後、修理された際には中身がたまになっており、銀時を攘夷戦争時代に送った後の改変された世界で、銀時のことを思い出させるために新八と神楽の前に現れた。
魘魅（えんみ）
声 - 磯部勉
攘夷戦争時代の銀時らが遭遇した敵で、本作品の黒幕。体中に呪符を巻き、錫杖を持ち菅笠を被っている天人。
一度戦に出れば星が使い物にならなくなるほどの甚大な被害を出すため「星崩し」と呼ばれている。かつて長期化する攘夷戦争を終結させるために幕府側が傭兵部隊として投入していた。「蠱毒」と呼ばれる怪しげな呪術を用い、攘夷志士に甚大な損害をもたらしたとされている。
攘夷戦争時代に銀時に倒されたが、その正体は極小のナノマシンの集合体であり、戦闘の際に銀時に付けた傷から彼の体内に侵入し、寄生しながら地球人の遺伝子を取り込んで成長していた。蠱毒を改良したナノマシンである白詛を5年後の世界で蔓延させ、地球を荒廃させた。
彼が率いる部隊の兵士は全員白い装飾に身を包み顔に呪符を貼っている。
最期は新八と神楽に胸を貫かれたことにより暴走。ナノマシン制御の核となる赤い発光体を分散させ、地球全土を蠱毒で覆い尽くして壊滅させようとするものの、攘夷時代の桂、高杉、坂本によって分散した核を破壊され、本体の核も現代の銀時と攘夷時代の銀時によって真っ二つに斬られ完全に消滅した。
チンピラ
声 ‐ 徳本英一郎、倉富亮、マンモス西尾
無政府状態になった江戸の町を闊歩するチンピラ。5年後の未来に送り込まれた銀時に絡むが、新八、神楽に成敗される。その後魘魅の情報を捜す土方、沖田にも倒される。
北斗の拳に登場する雑魚のような外見をしている。
幕士
声 - 三浦博和、後藤ヒロキ
源外、桂、近藤の処刑を執行しようとしたが、誠組や桂一派に阻まれる。
天人
声 - 近藤浩徳
攘夷戦争時代の魘魅の部下である天人たち。未来から現れた万事屋に襲いかかる。
最終的に魘魅が放った蠱毒の霧により、ほとんどの兵士が死亡した（その際、体毛、体色が白く変化している）。

## 用語
白詛（びゃくそ）
江戸を中心に世界中に猛威を振るい、5年後の地球を荒廃させた原因となった殺人ウイルス。
対処法は無く、発生源・感染経路も不明。感染者は半月以内に確実に死に至り、全身の毛髪から色素が抜け落ちる症状から「白い詛い」と恐れられている。感染を防ぐことは不可能に近く、感染しないためには地球を脱出する以外に方法はない。かつて魘魅とその部下が使用していた「蠱毒」という呪術に酷似している。
三位一体フィルム
万事屋3人が見回りをしていた映画館で上映されていた映画『アレ勃ちぬ』の入場者特典。3枚を合わせることで作中のシーンが再現できる。銀時、新八、神楽が1枚ずつ持っており、銀時が消えた世界で3人が再び出会うキーアイテムとなる。

## スタッフ
- 原作/ストーリー・キャラクター原案：空知英秋
- 監督：藤田陽一
- 監修・録音演出：高松信司
- 脚本：大和屋暁
- 絵コンテ：宮脇千鶴、河村智之、西澤晋、みなみやすひろ、藤田陽一
- 演出：宮脇千鶴、河村智之、三宅和男、みなみやすひろ、佐々木忍、藤田陽一
- キャラクターデザイン・総作画監督：竹内進二
- 作画監督：鈴木ひろみ、諏訪可奈恵、永田正美、青木あさ子、乙幡忠志、石川真理子、佐藤綾子、升谷由紀、本城恵一朗、竹内進二
- 作画監督補佐：江上夏樹、尾崎正幸
- デザインワークス：乙幡忠志
- 美術監督：野村裕樹
- 色彩設計：歌川律子
- 色彩設計補佐：尾垣拓也
- 撮影監督：老平英
- CG監督：中島豊
- 撮影監督補佐：藤坂めぐみ
- 編集：瀬山武司
- HD編集スタジオ：キュー・テック
- 音楽：Audio Highs
- 音響監督：小林克良
- 音響制作：トリニティサウンド
- 音響効果：武藤晶子（サウンドボックス）
- 音響効果助手：小澤奈津江（サウンドボックス）
- 録音スタジオ：東京テレビセンター
- 製作：鳥嶋和彦、夏目公一朗、井澤昌平、宮河恭夫、石川豊、古澤圭亮、久松猛朗
- 企画：足立聡史、川崎由紀夫、尾崎雅之
- プロデューサー：稗田晋、番泰之、樋口弘光
- アニメーション制作：サンライズ
- 配給：ワーナー・ブラザース映画
- 製作：劇場版銀魂製作委員会（集英社、アニプレックス、テレビ東京、サンライズ、電通、バンダイ、ワーナー・ブラザース映画）

## 楽曲
主題歌「現状ディストラクション」
作詞 - MOMIKEN / 作曲 - UZ / 編曲・歌　- SPYAIR
エンディングテーマ「Pray」
歌・作詞 - Tommy heavenly6 / 作曲・編曲 - Chris Walker

## 特別番組
| 放送地域   | 放送局           | 放送期間      | 放送日時                     | 放送系列       | 備考 |
| ---------- | ---------------- | ------------- | ---------------------------- | -------------- | ---- |
| 関東広域圏 | テレビ東京       | 2013年7月1日  | 月曜 2:15 - 2:45（日曜深夜） | テレビ東京系列 |      |
| 福岡県     | TVQ九州放送      | 2013年7月8日  | 月曜 2:30 - 3:00（日曜深夜） | テレビ東京系列 |      |
| 大阪府     | テレビ大阪       | 2013年7月10日 | 水曜 3:40 - 4:10（火曜深夜） | テレビ東京系列 |      |
| 沖縄県     | 琉球朝日放送     | 2013年7月12日 | 金曜 3:00 - 3:30（木曜深夜） | テレビ朝日系列 |      |
| 愛知県     | テレビ愛知       | 2013年7月15日 | 月曜 2:05 - 2:35（火曜深夜） | テレビ東京系列 |      |
| 長野県     | 信越放送         | 2013年7月15日 | 月曜 2:15 - 2:45（日曜深夜） | TBS系列        |      |
| 北海道     | テレビ北海道     | 2013年7月15日 | 月曜 8:00 - 8:30             | テレビ東京系列 |      |
| 大分県     | 大分朝日放送     | 2013年7月16日 | 火曜 2:20 - 2:50（月曜深夜） | テレビ朝日系列 |      |
| 新潟県     | 新潟テレビ21     | 2013年7月16日 | 火曜 2:50 - 3:20（月曜深夜） | テレビ朝日系列 |      |
| 石川県     | 北陸朝日放送     | 2013年7月16日 | 火曜 3:20 - 3:50（月曜深夜） | テレビ朝日系列 |      |
| 福島県     | 福島テレビ       | 2013年7月20日 | 土曜 2:10 - 2:40（金曜深夜） | フジテレビ系列 |      |
| 熊本県     | 熊本県民テレビ   | 2013年7月20日 | 土曜 16:30 - 17:00           | 日本テレビ系列 |      |
| 広島県     | 広島ホームテレビ | 2013年7月21日 | 日曜 5:20 - 5:50             | テレビ朝日系列 |      |
| 青森県     | 青森テレビ       | 2013年7月23日 | 火曜 1:03 - 1:33（月曜深夜） | TBS系列        |      |
| 富山県     | 富山テレビ       | 2013年7月25日 | 木曜 2:15 - 2:45（水曜深夜） | フジテレビ系列 |      |
| 愛媛県     | 愛媛朝日テレビ   | 2013年7月27日 | 土曜 6:30 - 7:00             | テレビ朝日系列 |      |

## テレビ放送
| 回数 | テレビ局                           | 放送日       | 放送時間      | 放送分数 | 視聴率 |
| ---- | ---------------------------------- | ------------ | ------------- | -------- | ------ |
| 1    | テレビ東京 びわ湖放送 テレビ和歌山 | 2015年1月2日 | 24:45 - 26:45 | 120分    | 2.4%   |
| 2    | BS11                               | 2021年1月2日 | 13:50 - 15:54 | 124分    |        |

- 視聴率はビデオリサーチ調べ、関東地区・世帯・リアルタイム。

## Blu-ray / DVD
2013年12月18日発売。発売元はアニプレックス、販売元はソニー・ミュージックディストリビューション。
- 劇場版 銀魂 完結篇 万事屋よ永遠なれ 通常版（1枚組）
  - 映像特典
    - 特報・劇場予告編・TVスポット集・豆しばコラボCM
- 劇場版 銀魂 完結篇 万事屋よ永遠なれ 完全生産限定版（2枚組）
  - ディスク1：本編ディスク（通常版と同様）
  - ディスク2：特典DVD
    - メインキャスト座談会「劇場版 銀魂 完結篇 万事屋よ永遠なれ 万事屋VS真選組 トークバトル」
    - 劇場版 銀魂 銀幕瓦版SP

  - 封入特典
    - 書き下ろしドラマCD「忘れたい過去を忘れるために酒を飲むと飲み過ぎて痴態を晒した事をもっと忘れたくなるから結果的にはアリ」
    - 劇場版銀魂コンプリートブック
    - 劇場パンフレット縮小版
    - ピンナップ（5枚組）
    - 銀魂3タイトル連動応募者全員プレゼント応募券

  - 特製アウターケース付き描き下ろしデジパック仕様